# 淡黑杜父魚
淡黑杜父魚，為輻鰭魚綱鮋形目杜父魚亞目杜父魚科的其中一種，為溫帶淡水魚，分布於北美洲大西洋沿岸淡水流域，體長可達6.3公分，棲息在底層水域，生活習性不明。

## 擴展閱讀
維基物種上的相關：淡黑杜父魚
1. ↑  NatureServe. . The IUCN Red List of Threatened Species. 2013, 2013: e.T202655A15362766. doi:10.2305/IUCN.UK.2013-1.RLTS.T202655A15362766.en .